# Trần Đức Dương
Trần Đức Dương (né le 2 mai 1983 dans le district de Nghĩa Hưng au Viêt Nam) est un footballeur international vietnamien, qui évolue au poste de milieu de terrain.

## Biographie

### Carrière en sélection
Trần Đức Dương reçoit huit sélections en équipe du Viêt Nam entre 2007 et 2008, inscrivant un but.
Il joue son premier match en équipe nationale le 13 janvier 2007, contre Singapour. Il inscrit son seul et unique but en sélection le 24 juin 2007, contre la Jamaïque.
Il participe avec l'équipe du Viêt Nam à la Coupe d'Asie des nations 2007. Le Viêt Nam atteint les quarts de finale de cette compétition, en étant battu par l'Irak.

## Palmarès
Nam Định
| - Championnat du Viêt Nam : - Vice-champion : 2004. - Coupe du Viêt Nam (1) : - Vainqueur : 2007. |  | - Supercoupe du Viêt Nam : - Finaliste : 2007. |